# Aleksandar Džikić
Aleksandar Džikić (en serbe : Александар Џикић), né le 23 mars 1971, à Belgrade, en République socialiste de Serbie, est un entraîneur serbe de basket-ball.

## Biographie
En juillet 2018, Džikić et le Budućnost Podgorica signent un nouveau contrat qui permet à Džikić de rester entraîneur de l'équipe jusqu'à la fin de la saison 2019-2020. Cependant, fin décembre, Džikić est limogé et remplacé le lendemain par Jasmin Repeša,.

## Palmarès
- Champion de Slovénie 2008, 2010, 2011, 2014
- Coupe de Slovénie 2008, 2014, 2015
- Coupe du Monténégro 2018
- Supercoupe de Slovénie 2008, 2010, 2014
- EuroChallenge 2011
- Ligue adriatique 2018